# José Arboleda Arroyo
José Rafael Félix María Arboleda Pérez de Arroyo (Popayán 1795-Pisa 17 de noviembre de 1831) fue un comerciante, militar e intelectual colombiano.

## Biografía
Nació en Popayán, en el entonces Virreinato de la Nueva Granada. 
Fue amigo predilecto de Simón Bolívar en la región del Cauca. Fue coronel, poeta, latinista y hacendado que apoyó la independencia de Colombia con grandes aportes de dinero. Participó también en acciones militares, e hizo parte del cabildo republicano.
En 1816, contrajo matrimonio con la cartagenera Matilde Josefa Pombo y O'Donnell. El Libertador lo nombró, en 1823 como secretario de la Delegación de Colombia en la República del Pacífico.

## Familia
Hijo de Julián Francisco María de Arboleda y Arrachea, hermano del prócer de Colombia Antonio Arboleda Arrachea y Nieto del acaudalado alcalde y regidor de Popayán Francisco Arboleda y Vergara. Por otra parte, fue padre del presidente de la confederación granadina Julio Arboleda y del político Sergio Arboleda.